# Waldkorn

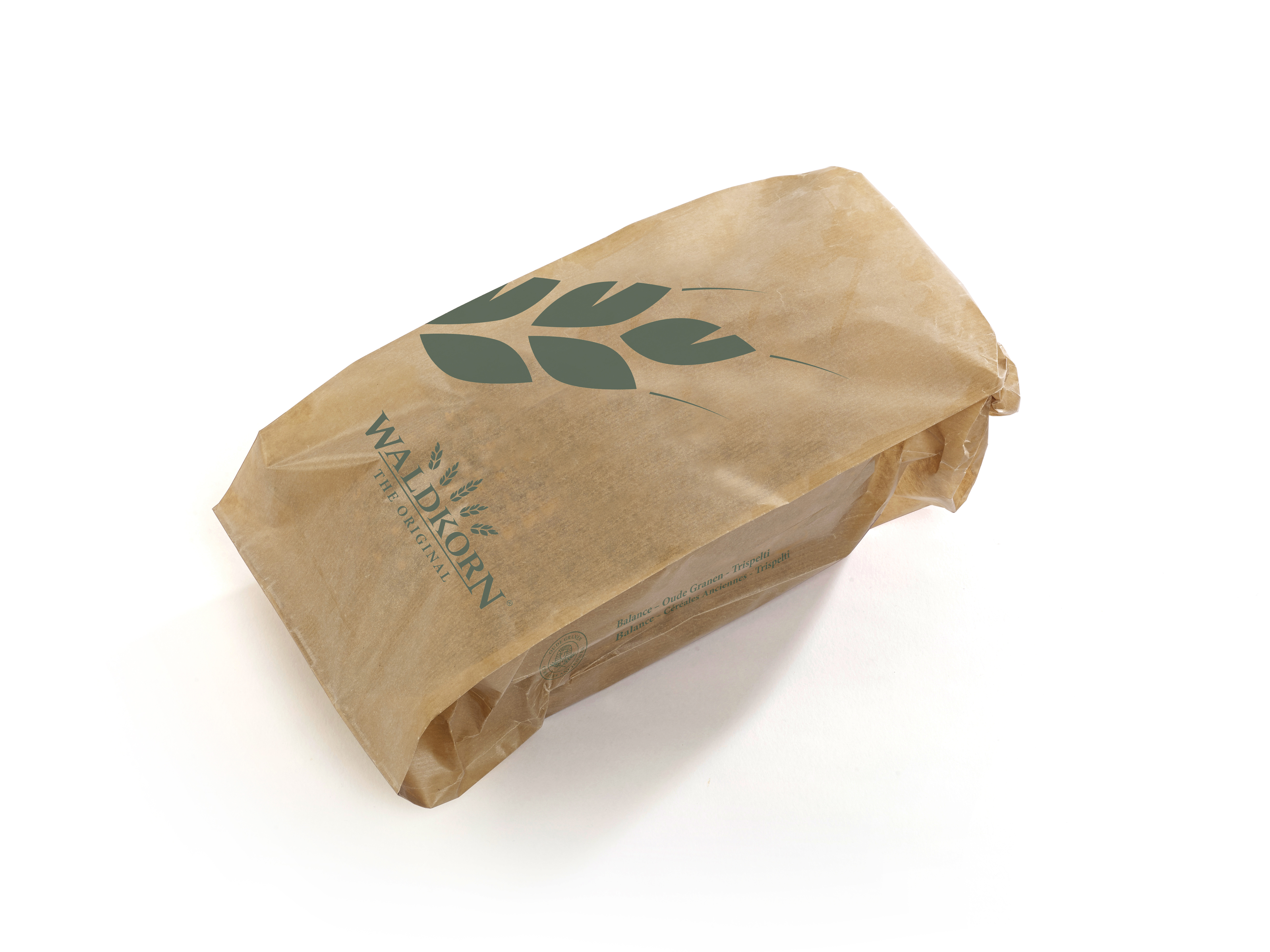
Een broodzak van Waldkorn

Waldkorn is een merknaam voor brood, geregistreerd door CSM Ingredients. Waldkorn bestaat in Nederland sinds 1989 en in België sinds 1991. In beide landen is Waldkorn verkrijgbaar bij de traditionele bakker, in de supermarkt en in 'out of home'-gelegenheden.
Waldkorn heeft meerdere variëteiten:
- Waldkorn Classic
- Waldkorn Deluxe
- Waldkorn Heritage
- Waldkorn Donker Volkoren
- Waldkorn Haver
- Waldkorn Mais
- Waldkorn Oude Granen
- Waldkorn Trispelti
- Waldkorn Vital